# 管 (容器)
管是市面上常見的粘性液体的包裝，如牙膏、艺术家用到的涂料、黏合剂、填缝剂以及软膏。它是一種可折叠的包装。基本上，管子是一个圆柱形的空心件，它由塑料、纸板、铝或其他金属制成。一般来说，在管体的一端有一个圆形的孔，可以用盖子和盖板来封闭。蓋子打開後會看到一個小孔，孔的形状多種多樣，擠壓管子後粘性液體會從小孔中出來。管子的另一端則用焊接或折叠的方式密封。管子的容積基本上還位於3毫升至300毫升不之間。

## 材料

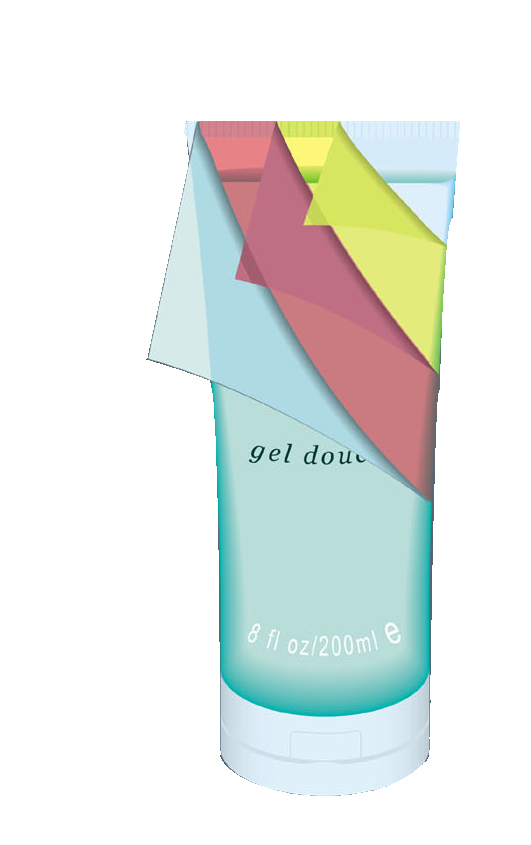
多層塑膠管

最早的可折疊管由錫、鋅或鉛製成，有時內部塗有蠟。
鋁管蓋和封口通常帶有螺紋，噴嘴也是如此。鋁管的末端通常在裝入內容物後折疊數次。由於生產過程中的高溫，鋁管通常密封良好，幾乎無菌。管內可進行塗層處理，以防止材料與內容物反應。鋁管由小圓形毛坯通過衝擊擠壓製成。可以使用濕中濕膠印法在管上印製圖案。通常使用六色調。用手指按壓即可擠出填滿的內容物。鋁管的主要特徵是內容物與周圍環境完全隔離；因此，這種管特別適用於包裝易腐爛的內容物。鋁管用於化妝品、藥品、食品、油漆和技術產品。
軟管也可由塑膠製成，最常見的是聚乙烯。塑膠軟管用於盛裝護手霜等化妝品，也用於盛裝一些食品。與層壓軟管（如牙膏管）不同，塑膠軟管在每次擠壓後都能保持其形狀。塑膠軟管可以進行精細的裝飾，或添加特殊添加劑（如柔軟觸感），使其在使用過程中或銷售時更具吸引力。塑膠軟管是透過擠壓生產的。首先在專門的擠壓機上生產出套管。套管的生產必須達到非常高的標準（用於裝飾目的）和嚴格的公差，並與擠壓後的自動化工藝相容。套管生產完成後，使用自動打頭機安裝管頭。使用網版印刷等專門的印刷機進行軟管印刷，以印上所需的裝飾圖案。開口軟管通常在單獨的工廠進行填充和密封。多層塑膠軟管越來越受歡迎；它們可以更好地隔離內容物與空氣，從而可以用於更廣泛的產品，例如食品。

## 應用
許多商品通常以折疊管形式出售：
- 牙膏，以前是金屬的，現在是塑膠的
- 黏稠的藝術家顏料，包括油畫顏料、壓克力顏料和濃縮水彩顏料（必須用水稀釋）；通常是金屬
- 食品中使用的醬料，例如鯷魚醬、番茄醬、芥末醬、蛋黃醬和斯堪的納維亞風味的瑞典式魚子醬[4]1889 advertisement for Zonweiss dentifrice in a collapsible tube1890s advertisement for "Dr. Sheffield's Creme Dentifrice", an early toothpaste sold in a tube
- 藥用軟膏
- 黏合劑、填縫劑和密封劑（數量較多時可使用硬式填縫劑筒）
- 其他化妝品和凝膠

## 外部連結
- European Tube Manufacturers Association (etma)
- The Tube Council of North America
- How Its Made - Aluminum tubes